# Lo prohibido está de moda
Lo prohibido está de moda es una película de Argentina filmada en colores dirigida por Fernando Siro sobre su propio guion escrito en colaboración con Norberto Aroldi que se estrenó el 2 de mayo de 1968 y que tuvo como protagonistas a Juan Carlos Altavista, Enzo Viena, Darío Víttori y María Aurelia Bisutti.

## Sinopsis
Distintos personajes porteños y su postura frente al sexo: dos amigos, uno mitómano y otro que lo admira, un carterista que usa de carnada a su amante, una chica que no quiere tener relaciones sexuales con su novio.

## Reparto
- Juan Carlos Altavista
- Enzo Viena
- Darío Víttori
- María Aurelia Bisutti
- Pepita Muñoz
- Gilda Lousek
- Jorge de la Riestra
- Norberto Aroldi
- Teresa Serrador
- Oscar Villa
- Elena Cruz

## Comentarios
Carlos Morelli en El Cronista Comercial dijo:

”Película horrible y nauseabunda desde todo punto de vista, justificaría que la saquen de cartelera.”

Crónica opinó:

”Bello fresco de pintura ciudadana que va más allá …de la cosa puramente localista.”

Manrupe y Portela escriben:

”Interesante enfoque de Siro y Aroldi sobre el costumbrismo, y dando una vuelta de tuerca conceptual al cine erótico. La dirección vacila entre el humor televisivo y la comedia, pero el libro y las actuaciones son buenos.”